# Bollstabruk
Bollstabruk, även Bollsta, är en tätort i Kramfors kommun, Västernorrlands län, belägen vid Bollstafjärden av Ångermanälven cirka 10 km nordväst om centralorten Kramfors. Tätorten omfattar såväl den gamla byn Bollsta som flera andra byar vid Bollstafjärden.

## Etymologi
Bynamnet Bollsta (Balsstadz, genitiv, 1535) kommer av det fornsvenska mansnamnet Balle tillsammans med efterledet -sta. Länge var orten också känd i folkmun som Ballesta. Efterledet -bruk härrör från den tid då ett järnbruk var den drivande kraften i orten.

## Historia

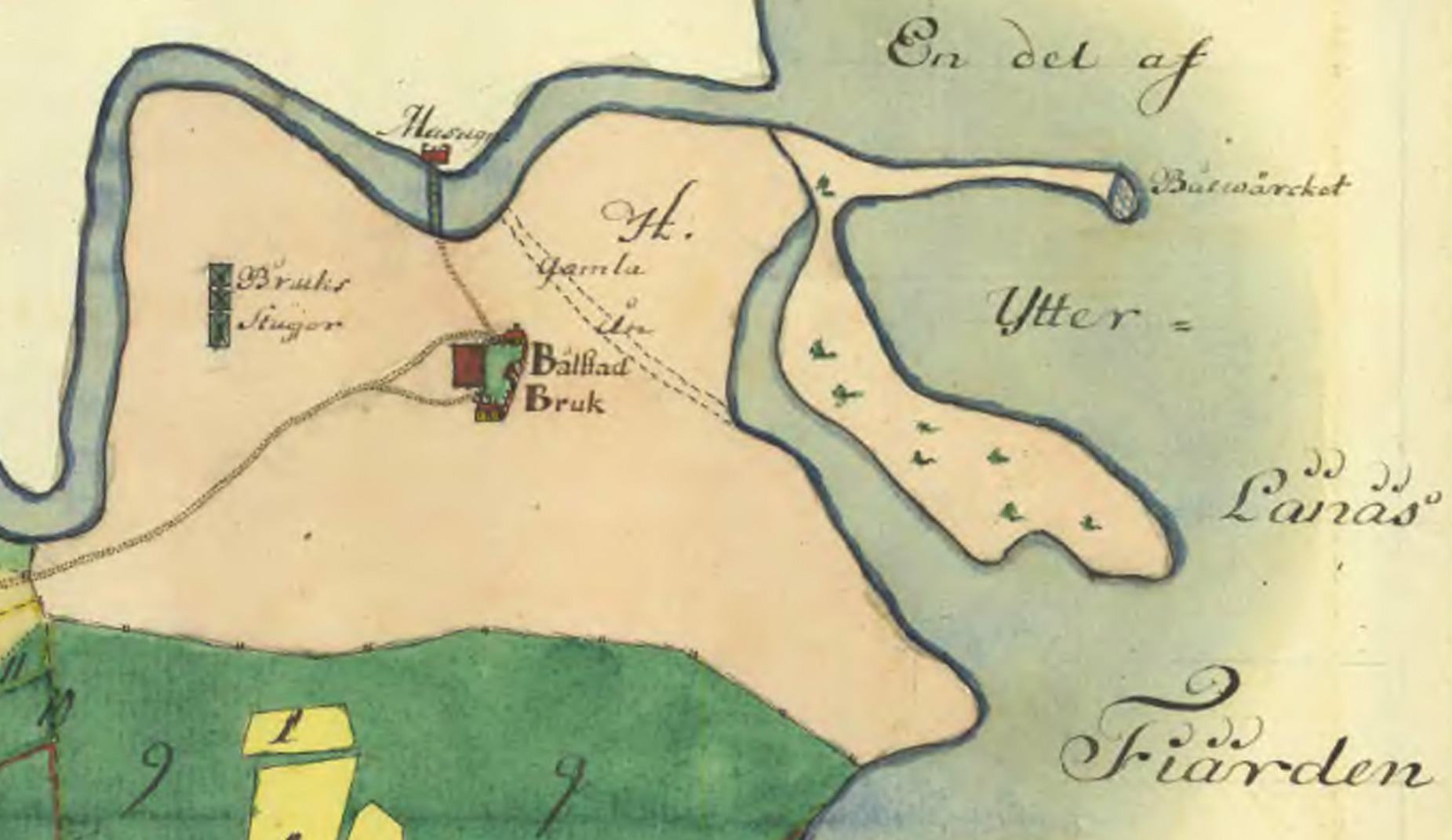
Det nyligen anlagda Bollstabruk på en lantmäterikarta över Blästa by 1759.

Under 1680-talet fick Carl Larsson Sparre, landshövding i Västernorrlands län och innehavare av Graninge bruk, idén att anlägga en masugn och hammarsmedja vid Bollstaån. Sparre kunde emellertid aldrig själv förverkliga dessa planer. I början av 1700-talet väcktes tanken åter till liv av Graninge bruks dåvarande ägare, Johan Clason, samt ägaren till Holms säteri och Gålsjö bruk, Jacob Polack. År 1737 anlade de tillsammans ”Bollsteå masugn” vid Bollstaåns fall strax före utloppet i Bollstafjärden, huvudsakligen på mark som hörde till Blästa by. Det mesta av utrustningen flyttades dit från Sollefteå, där en masugn tidigare uppförts av Graninge bruks ägare. År 1741 stod masugnen i Bollsta färdig. Järnmalm fraktades dit från bland andra Utö gruva och Bondgruvan i Norberg. Masugnen var i drift fram till februari 1899. Av Bollsta järnbruk återstår idag själva masugnsbyggnaden, uppförd av slaggsten. I närheten finns också brukets herrgård, uppförd 1738 men ombyggd vid flera tillfällen.
År 1853 kompletterades järnbruket i Bollsta med en vattensåg med fyra ramar och en kantbänk. Den efterträddes 1860 av en ångsåg med fem ramar och två kantbänkar. Bollsta sågverk ingår idag i SCA-koncernen.
När sågverksindustrin expanderade byggdes 1887–1894 arbetarkaserner som fick namnet Kejsarstaden. De finns fortfarande kvar och klassas som en miljö av riksintresse. 

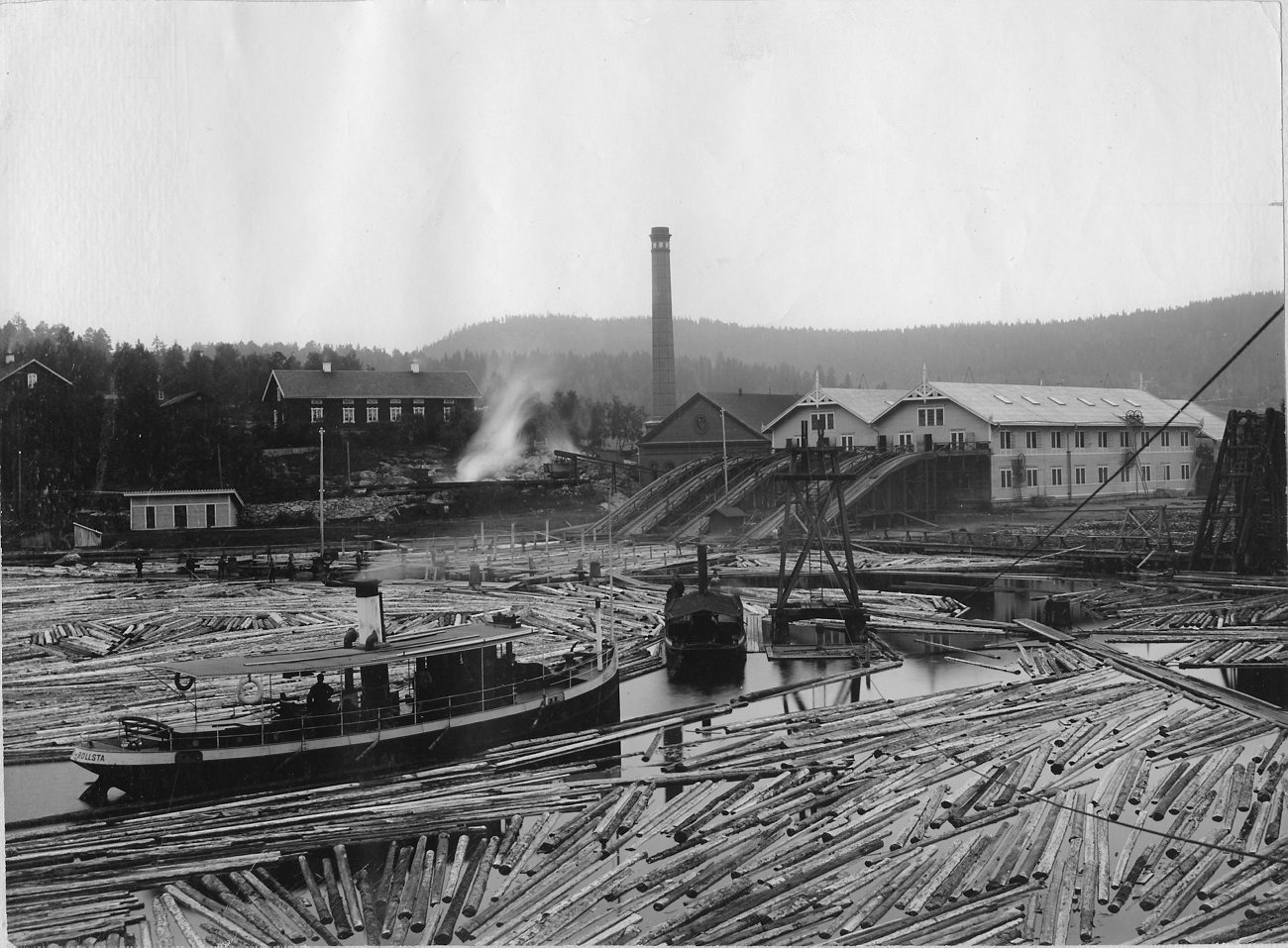
Bollstabruks sågverk 1898.
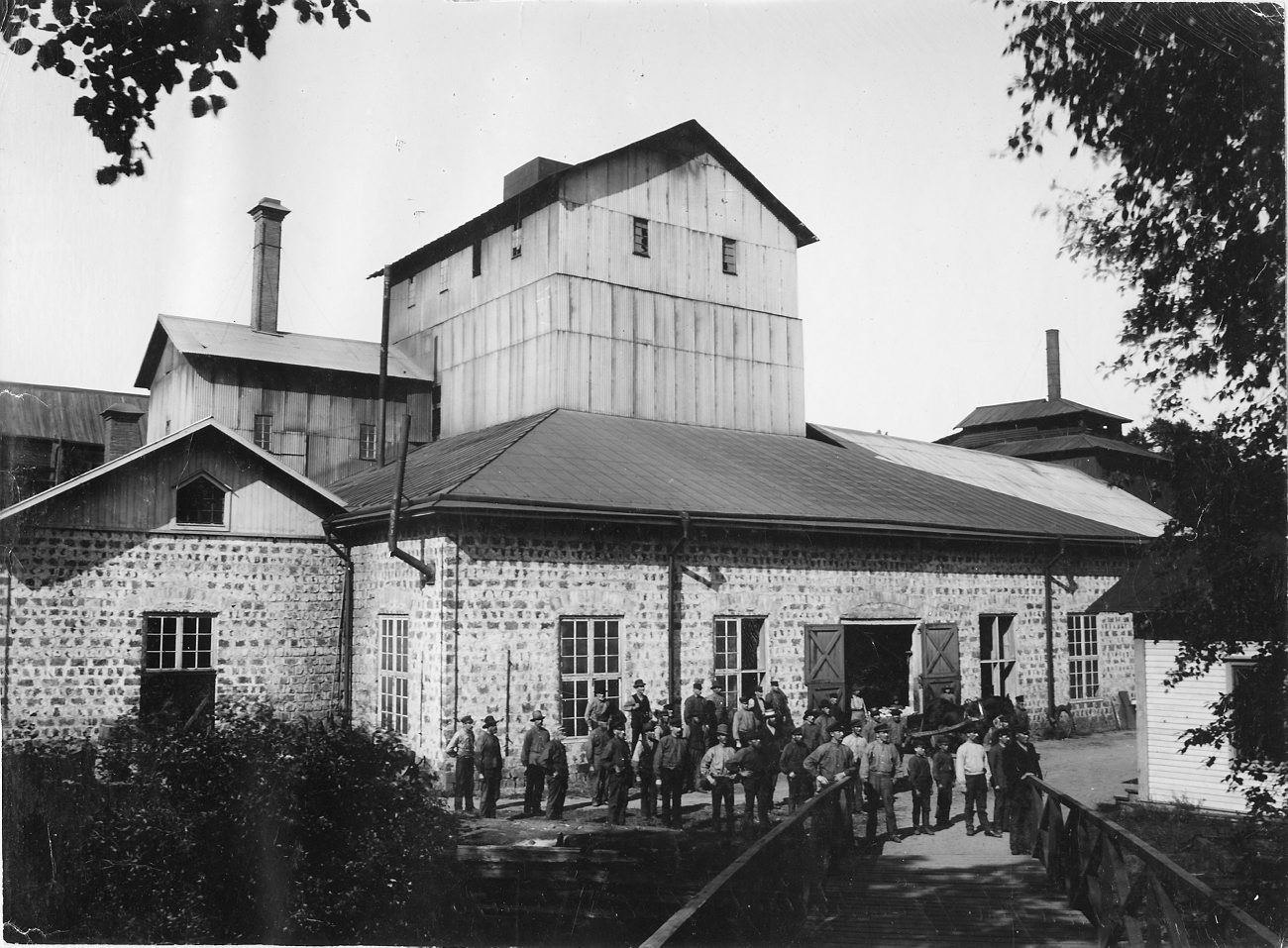
Bollstabruks masugn 1898.

### Befolkningsutveckling
| Befolkningsutvecklingen i Bollstabruk 1900–2020                                                       | Befolkningsutvecklingen i Bollstabruk 1900–2020 | Befolkningsutvecklingen i Bollstabruk 1900–2020 | Befolkningsutvecklingen i Bollstabruk 1900–2020 | Befolkningsutvecklingen i Bollstabruk 1900–2020 |
| --- | ----------------------------------------------- | ----------------------------------------------- | ----------------------------------------------- | ----------------------------------------------- |
| |                                                 |                                                 |                                                 |                                                 |
| År |                                                 |                                                 | Folkmängd                                       | Areal (ha)                                      |
| 1900                                                                                                  | 1900                                            |                                                 | 1 248                                           | †                                               |
| 1960                                                                                                  | 1960                                            |                                                 | 1 400                                           |                                                 |
| 1965                                                                                                  | 1965                                            |                                                 | 3 339                                           |                                                 |
| 1970                                                                                                  | 1970                                            |                                                 | 3 446                                           |                                                 |
| 1975                                                                                                  | 1975                                            |                                                 | 3 548                                           |                                                 |
| 1980                                                                                                  | 1980                                            |                                                 | 3 093                                           |                                                 |
| 1990                                                                                                  | 1990                                            |                                                 | 2 999                                           | 447                                             |
| 1995                                                                                                  | 1995                                            |                                                 | 2 747                                           | 448                                             |
| 2000                                                                                                  | 2000                                            |                                                 | 2 459                                           | 448                                             |
| 2005                                                                                                  | 2005                                            |                                                 | 2 118                                           | 449                                             |
| 2010                                                                                                  | 2010                                            |                                                 | 1 871                                           | 444                                             |
| 2015                                                                                                  | 2015                                            |                                                 | 1 883                                           | 514                                             |
| 2020                                                                                                  | 2020                                            |                                                 | 1 812                                           | 490                                             |
| Anm.: Sammanvuxen med Väja 1965. Sammanvuxen med Sandviken 2015. † Som köpingsliknande samhälle 1900. |                                                 |                                                 |                                                 |                                                 |

## Samhället
I centrum av Bollstabruk finns en Coop-butik med apotek och post, en hamburgergrill, en pizzeria, ett Folkets Hus och en simhall uppförd i södra delen av samhället i början av 1970-talet. Bollsta Folkets Hus har en rik konstsamling, som donerades av finansmannen Tomas Fischer i samband med att en helt ny byggnad uppfördes på 1980-talet. Vid södra infarten till samhället ligger Kejsarstaden med sin unika träbebyggelse där ett av de gamla husen nu hyser vandrarhemmet Kejsaren. 
Utanför Bollstabruk ligger Ytterlännäs gamla kyrka med anor från 1200-talet. När Ytterlännäs nya kyrka togs i bruk 1854 talades det om att den gamla kyrkan skulle rivas, men detta blev aldrig verklighet. 

## Idrott
Bollsta IK:s damlag hade en framgångsrik period under 90-talet där avancemang till allsvenskan var mycket nära. 

## Personer från orten
Serietecknaren Mats Jonsson har skildrat sin uppväxt i Bollstabruk i serieböckerna Pojken i skogen (2005)
och ”Nya Norrland” (2017).